# Теракт в Стамбуле 6 января 2015 года
Террористический акт в Стамбуле (2015) произошёл 6 января 2015 года. Женщина в никабе подошла ко входу в отделение туристической полиции на площади Султанахмет в историческом центре города и по-английски заявила, что потеряла бумажник. Сразу после этого женщина привела в действие взрывное устройство. На месте происшествия погибла сама смертница, двое сотрудников правоохранительных органов получили ранения. Место происшествия было оцеплено, перекрыто движение трамваев. Позднее в больнице скончался раненый офицер полиции.
7 января, ответственность за теракт взяла на себя некая марксистская группировка «Революционный народный фронт освобождения», однако, по обыкновению, подозрение турецких властей пало на организацию РПК (Рабочая партия Курдистана). Эти версии оказались не верны. В этот же день в Стамбуле был предотвращён второй теракт — были задержаны два боевика РПК со взрывными устройствами, а возле торгового центра[какого?] было обезврежено осколочное самодельное взрывное устройство.
Позднее была установлена личность смертницы. Ей оказалась родившаяся в Дербенте гражданка России Диана Энверовна Рамазанова (род. 1996), которой на момент гибели было 18 лет. Рамазанова училась в Москве, но вскоре, увлёкшись исламом, бросила учёбу и выехала в Турцию. Там она вышла замуж за гражданина Норвегии Абу Эдельбиева, с которым познакомилась в соцсетях. Вскоре после заключения брака супруги перешли границу с Сирией и примкнули к одной из группировок сирийской оппозиции. В декабре 2014 года супруг Рамазановой был убит.
Судмедэкспертиза показала, что Рамазанова на момент теракта была беременна. Одни источники сообщают, что Рамазанова взорвала ручную гранату, другие — что на смертнице был «пояс шахида». Также было выяснено, что перед самоподрывом Диана разговаривала с таксистом на русском языке, а в её телефоне были обнаружены иностранные номера. Свидетель трагедии заметил, как от места взрыва убегал предположительный сообщник террористки. По показаниям других очевидцев, в момент взрыва были слышны звуки выстрелов.